# Jan Büttner (Sänger)
Jan Arne Büttner (3. April 1987 in Meerbusch-Lank) ist ein deutscher Sänger, Gitarrist und Songwriter, der als Mitglied der Fog Joggers bekannt ist.

## Leben

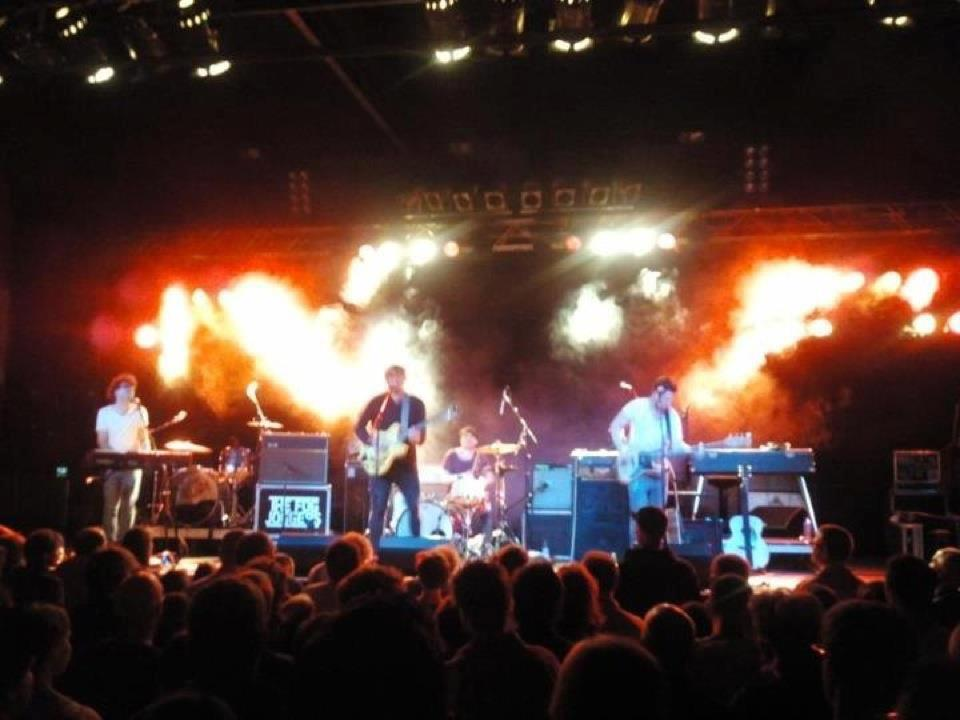
Fog Joggers

Jan Büttner wuchs in Krefeld und Köln auf und spielt seit jungen Jahren Gitarre. Nach dem Abitur leistete er Zivildienst und studierte anschließend Tontechnik an der Akademie Deutsche POP in Köln.
Er ist Gründungsmitglied und Frontman der 2007 in Krefeld gegründeten Band Fog Joggers. Ihr Debütalbum erschien im Oktober 2011.
Büttner ist Backliner der Heavytones, mit denen er unter anderem an den Auftritten bei den Sendungen TV total und DSDS arbeitete und Songs mit ihnen aufnahm. Im November 2018 trat er bei der Show Stefan Raab Live! auf und sang Can’t Wait Until Tonight.
Jan Büttner ist verheiratet.